# Adam Rechenberg

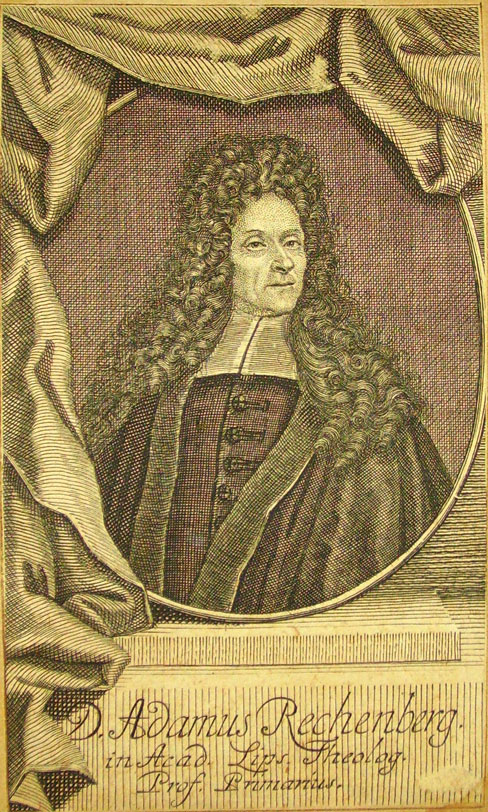
Adam Rechenberg

Adam Rechenberg (* 7. September 1642 in Leubsdorf (Sachsen); † 22. Oktober 1721 in Leipzig) war ein lutherischer Theologe.

## Leben
Der Sohn des Erbsassen Clemens Rechenberg und von dessen Frau Christina Beyer wurde anfänglich durch Privatlehrer ausgebildet und kam in seinem neunten Lebensjahr an die Schule in Freiberg und bezog 1661 die Universität Leipzig, um Studien in den philosophischen und theologischen Wissenschaften zu absolvieren. Dafür besorgte ihm Jacob Weller ein kurfürstliches Stipendium. In Leipzig waren Christian Friedrich Franckenstein, Friedrich Rappolt, Jakob Thomasius, Johann Sigismund Schwenck (* Neubrunn/Franken † 7. Dezember 1670 Lüneburg), Johann Adam Scherzer, Johann Benedict Carpzov II. und Valentin Friderici, Hieronymus Kromayer und Martin Geier seine Lehrer.
1664 wurde er Baccalaurus, 1665 Magister der philosophischen Wissenschaften und ließ 1666 an der philosophischen Fakultät habilitieren. Seine Vorlesungen fanden so viel Anklang, dass er 1677 Kollegiat am großen Fürstenkollegium und im gleichen Jahr außerordentlicher Professor der lateinischen sowie griechischen Sprache und der Geschichte wurde. Seine theologischen Studien führten dazu, dass er sich 1678 das Lizentiat der Theologie erwarb, 1699 wurde er Professor der Theologie, damit verbunden Kanoniker in Meißen, Decemvir der Hochschule, Ephorus der kurfürstlichen Stipendiaten.
Noch im Jahr 1699 promovierte er unter Gottfried Olearius mit der Dissertation de Justitia Die ultrice pro Loco in Fac. Theologica zum Doktor der Theologie. 1705 wurde er Senior der Meißner Nation an der Hochschule, 1713 Senior der theologischen Fakultät und 1716 Senior im Stift Meißen. Er beteiligte sich auch an organisatorischen Aufgaben der Leipziger Hochschule und war in den Jahren 1681 und 1689 Rektor der Alma Mater. Zudem übernahm er drei Mal die Präpositur im großen Fürstenkollegium, war Vorsteher des Paulinerkollegiums, Direktor der Ökonomie, Prokanzler und mehrfach Dekan der philosophischen sowie der theologischen Fakultät.
Rechenberg widmete sich unter anderem der Kirchengeschichtsschreibung. Im Terministischen Streit verteidigte er die Sicht Johann Georg Böses, der gegen die Praxis der Absolution auf dem Sterbebett betonte, dass es eine zeitliche Befristung von Umkehrmöglichkeiten vor Gott gebe.

## Familie
Rechenberg war viermal verheiratet. Am 13. November 1677 hatte er Christina Elisabeth Griebner (* 24. September 1643 in Leipzig; † 21. September 1679 ebenda), eine Tochter des Leipziger Ratsherrn Zacharias Griebner († 7. Oktober 1659 in Leipzig) und dessen Frau Sophia († 29. September 1676 in Leipzig), die Tochter des kurfürstlichen Appellationsrates, Seniors an der juristischen Fakultät der Universität Leipzig und Mitbürgermeisters in Leipzig Johann Mayer, geheiratet. Die Ehe blieb kinderlos. Seine zweite Ehe schloss er 1681 mit Susanna Dorothea, einer Tochter des Leipziger Kaufmanns Christoph Geier. Seine dritte Ehe ging er 1683 mit Maria Elisabet († 6. Februar 1684 in Leipzig), einer Tochter von Jakob Thomasius und Halbschwester von Christian Thomasius, ein. Seine vierte Ehe schloss er 1686 mit Susanna Catharina († August 1726), einer Tochter von Philipp Jacob Spener, mit dem er bis zu dessen Tod einen intensiven Briefwechsel führte. Die ersten drei Ehen blieben kinderlos. Aus der letzten Ehe stammen die beiden Söhne Jakob Dietrich Rechenberg († jung) und Karl Otto Rechenberg.

## Werke
Rechenberg verfasste mehr als 80 Titel, meist kleinere Abhandlungen. Seine wichtigsten Werke waren:
- Summarium historiae ecclesiasticae in usum stud. juventutis, 1698 (GoogleBooks); bis 1789 wiederholt neu aufgelegt, ein Grundriss der Kirchengeschichte, der erstmals eine Einteilung in Perioden versuchte
- Liber memorialis praelectionum historicarum. 1691 (GoogleBooks)
- Glück Auff! De Hermundurorum metallurgia argentaria. Vom Ertzgebürgischen Silber-Bergkwerck dissertatio. Lipsiae 1680 (slub-dresden.de)
- Hierolexicon reale h. e. biblico-theologicum historico-ecclesiasticum, 1714, erster Versuch eines biblischen und theologischen Lexikons
- Dissertationes hist. politicae, 1698, 1715, eine Sammlung einzelner Abhandlungen
- Lineamenta philosophiae civilis de imperii regimento. 1701 (GoogleBooks)
- A. Rechenbergi, De Stvdiis Academicis, Liber Singvlaris. 1701 (Digitalisat)
- Exercitationes in N. T., historiam eccl. et literariam. 1707
- Concordia Pia Et Unanimi consensu Repetita Confessio Fidei et Doctrinae Electorum, Principum et Ordinum Imperii, Atque Eorundem Theologorum qui Augustanam Confessionem amplectuntur: Cui e Sacra Scriptura... accessit declaratio.... Cum appendice tripartita. 1719 (GoogleBooks)

Als Herausgeber veröffentlichte Rechenberg Schriften der Kirchenväter, ein Neues Testament und die symbolischen Bücher.